# Pieter Saenredam

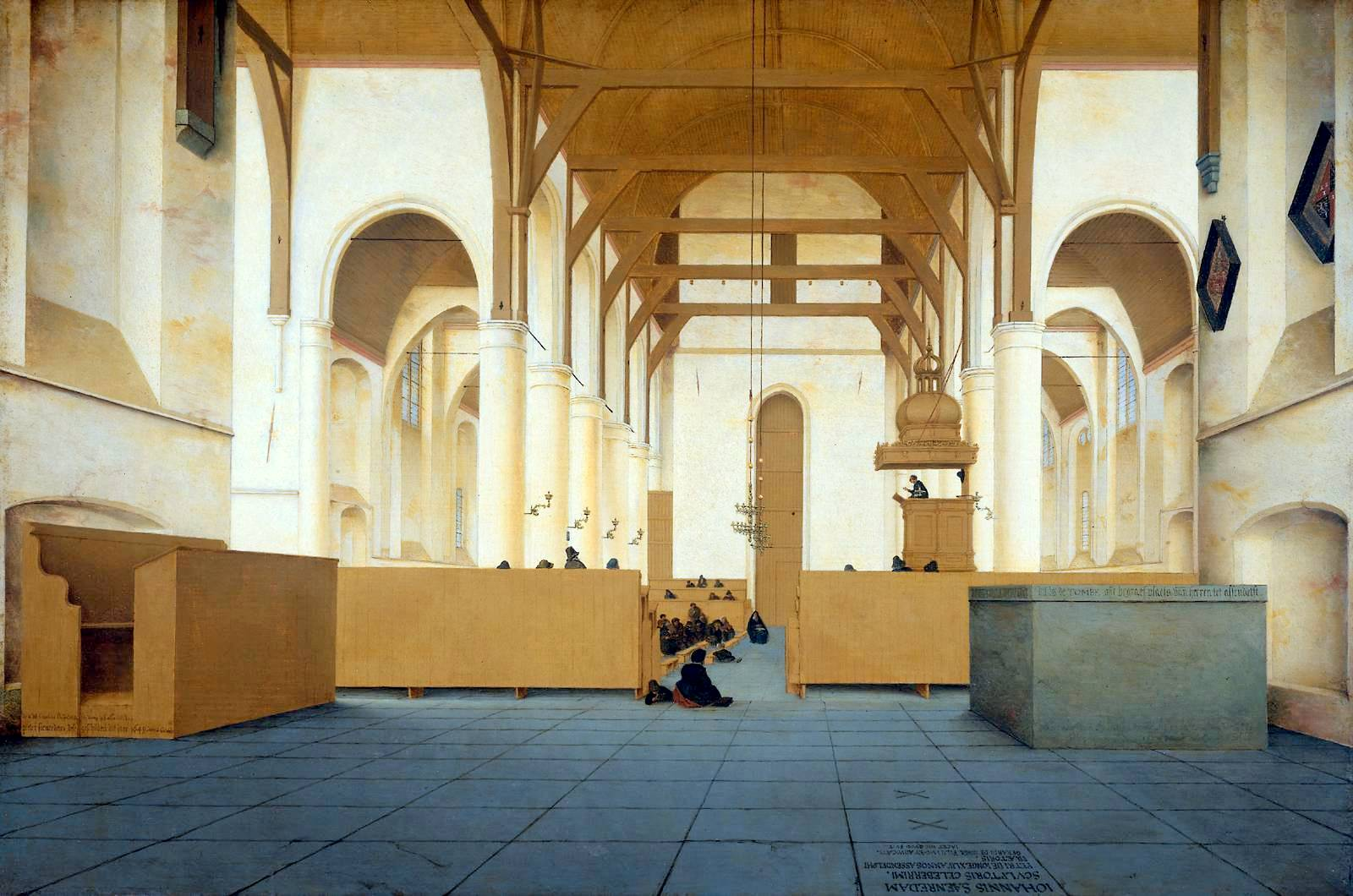
Interior da Igreja de San Adolfo de Assendelft, Pieter Janszoon Saenredam, 1649, Rijksmuseum, Amesterdão

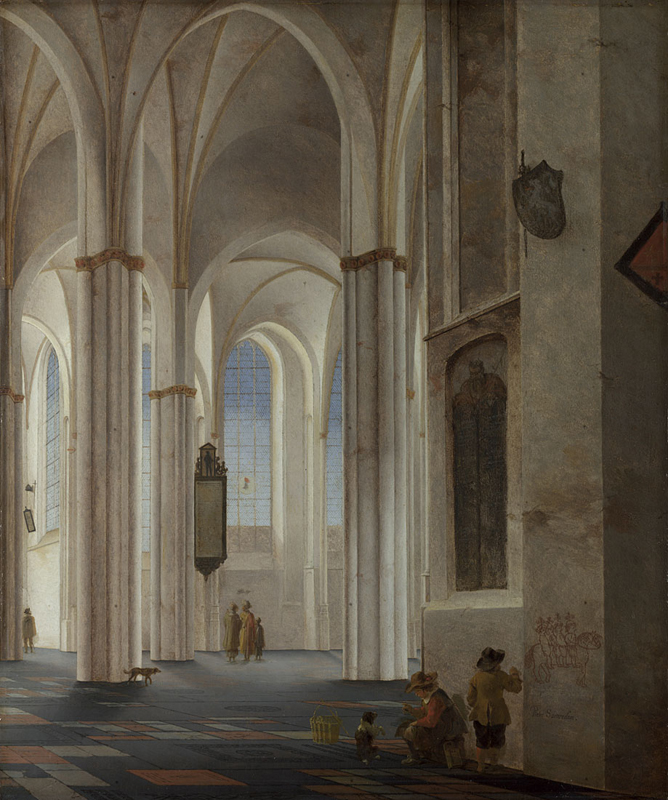
Interior da Buurkerk em Utrecht, c. 1644, Galeria Nacional de Londres

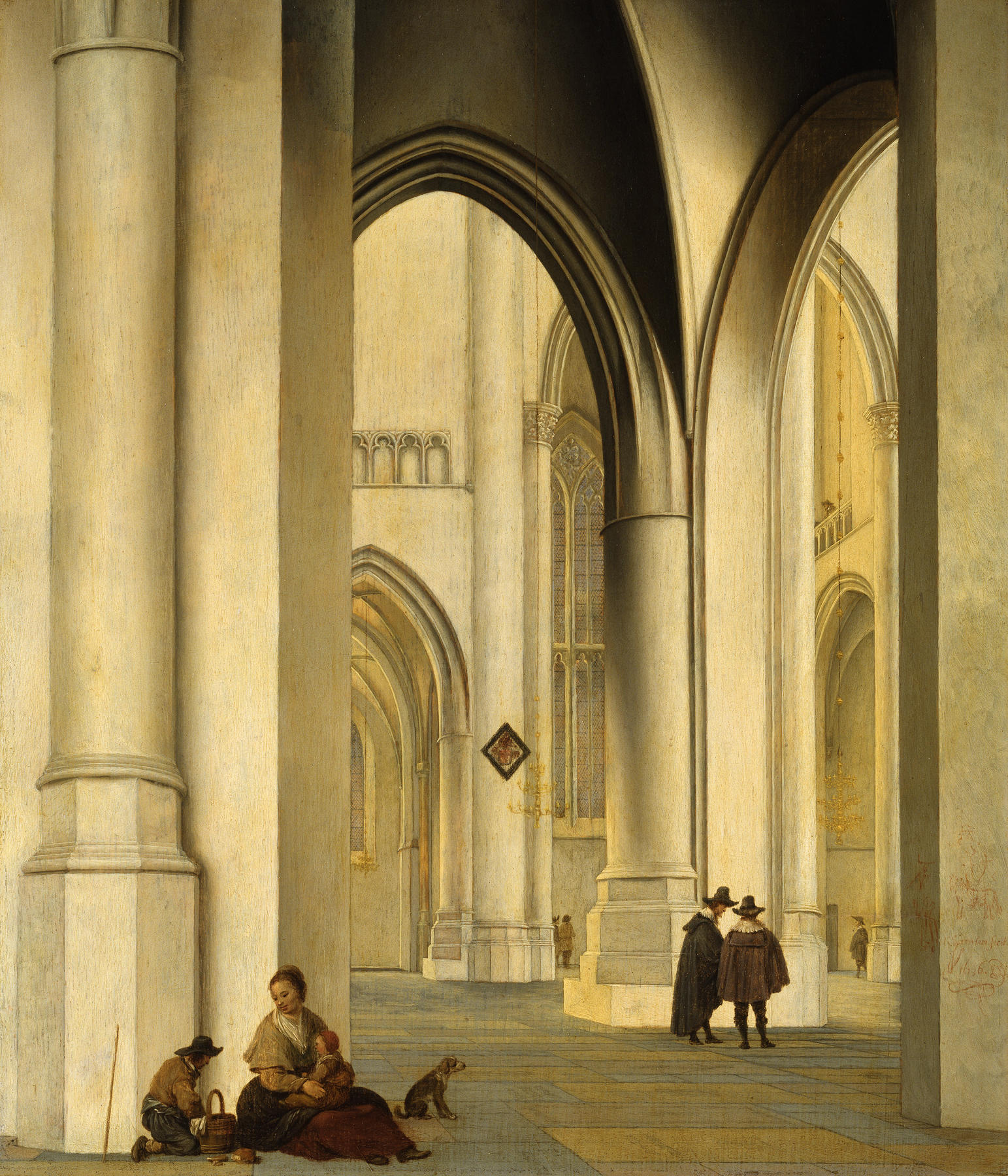
Interior da Igreja de St Bravo, Haarlem, c. 1636

Pieter Janszoon Saenredam (Assendelft, 9 de Junho de 1597 - Haarlem, 31 de Maio de 1665) foi um pintor e desenhista neerlandês, cuja obra se foca na representação de interiores de igrejas.
Filho do gravurista e desenhador Jan Pietersz Saenredam (1556–1607), nascido em Zaandam, então chamada Saenredam, da qual tomou o apelido. O filho, Pieter, herdou o apelido do pai. Durante a sua formação artística estudou no atelier de Jan Pietersz de Grebber, que influenciou a sua obra na representação do interior de igrejas com técnicas modernas para a época, resultantes de minuciosas medições e realizando detalhados esboços daquilo que retratava em colaboração com o seu amigo arquitecto Jacob van Campen.
Singulares pela pureza linear e pela riqueza de detalhes, os seus desenhos assemelham-se realmente aos de um arquitecto. Fazendo-os a lápis, giz, com um pluma ou mesmo a sanguínea, atribui-lhes cores em aguada, o que resultava, além dos valores cromáticos, na concepção de uma certa textura. Pieter Saenredam criou assim austeras e perspicazes representações de interiores. Na sua pintura, que realizava a óleo somente após concluir vários desenhos e estudos minuciosos, premeditadamente excluiu ou minimiza a presença humana, focando a sua atenção e a do espectador no edifício representado.
É de ter em conta que Saenredam pintou várias igrejas protestantes (mais simples de pintar devido à falta de adornos e de estatuária), produto da Reforma Protestante. Estas marcam uma grande parte da sua obra, retratas com corredores largos e espaçosos, com amplas e altas colunas e arcos ogivais por estas suportados, sendo que a sua obra é um testemunho arquitectónico e histórico muito interessante e importante. Sem as igrejas protestantes, em conclusão, a pintura de Saenredam não teria tido importância nem grande valor comercial, como hoje tem e como teve na altura em que viveu, pois o pintor foi bastante bem sucedido, chegando a receber respeitosas somas por alguns dos seus trabalhos.
A peculiar pintura de Pieter Saenredam, de aparente simplicidade, parece antecipar as teorias de abstracção do século XX, utilizadas por Mondrian e Lyonel Feininger. Os arquivos de Utrecht possuem uma grande quantidade de desenhos e pinturas de Saenredam. Em 2000/2001 o Museu Central de Utrecht realizou uma grande exposição dessas obras.

## Principais obras

Igreja de Santa Maria della Febbre

- Santa Maria della Febbre, (1629, Galeria Nacional de Arte de Washington)
- Interior da grande igreja de Haarlem, (1637, Galeria Nacional de Arte, Londres)
- Vista interior da Buurkerke de Utrecht, (1644, Galeria Nacional de Arte, Londres)
- A Marienplatz de Utrecht (1622, Museu Boymans can Beuningen, Roterdão)
- Interior da igreja de São Bavão (1648, Galeria Nacional da Escócia, Edimburgo)
- Interior da Igreja de San Adolfo de Assendelft, (1649, Rijksmuseum, Amesterdão)
- Fachada de Santa Maria de Utrecht (Museu Thyssen-Bornemisza, Madrid)